# Anemia aspera
Anemia aspera är en ormbunkeart som först beskrevs av Fée, och fick sitt nu gällande namn av Bak. Anemia aspera ingår i släktet Anemia och familjen Anemiaceae. Inga underarter finns listade.